# Scharlaken menievogel
De scharlaken menievogel (Pericrocotus speciosus; synoniem: Pericrocotus flammeus) is een zangvogel uit de familie Campephagidae (rupsvogels).

## Verspreiding en leefgebied
Deze soort komt voor van de Himalaya tot Indonesië en de Filipijnen. Er zijn 18 ondersoorten:
- P. s. siebersi: Java en Bali.
- P. s. exul: Lombok (westelijke Kleine Soenda-eilanden).
- P. s. andamanensis: de Andamanen.
- P. s. minythomelas: Simeulue (nabij westelijk Sumatra).
- P. s. modiglianii: Enggano (nabij zuidwestelijk Sumatra).
- P. s. speciosus: van de Himalaya tot zuidwestelijk China.
- P. s. fraterculus: noordoostelijk India, noordelijk Myanmar, zuidelijk China, Hainan en noordelijk Indochina.
- P. s. fohkiensis: zuidoostelijk China.
- P. s. semiruber: het oostelijke deel van Centraal-India, zuidelijk Myanmar, Thailand en centraal en zuidelijk Indochina.
- P. s. flammifer: zuidoostelijk Myanmar, zuidelijk Thailand en noordelijk en centraal Maleisië.
- P. s. xanthogaster: zuidelijk Maleisië, Sumatra en de nabijgelegen eilanden.
- P. s. insulanus: Borneo.
- P. s. novus: Luzon en Negros (noordelijke en centrale Filipijnen).
- P. s. leytensis: Samar, Bohol en Leyte (oostelijk-centrale Filipijnen).
- P. s. johnstoniae: Mount Apo (zuidoostelijk Mindanao, zuidelijke Filipijnen).
- P. s. gonzalesi: noordelijk en oostelijk Mindanao (zuidelijke Filipijnen).
- P. s. nigroluteus: het zuidelijke deel van Centraal-Mindanao (zuidelijke Filipijnen).
- P. s. marchesae: Jolo (Sulu-eilanden).

## Status
De grootte van de populatie is niet gekwantificeerd maar de soort wordt omschreven als wijdverspreid en algemeen in een groot deel van zijn verspreidingsgebied. Op de Rode lijst van de IUCN heeft deze soort de status niet bedreigd.